# Elaine Fantham
Rosamund Elaine Fantham (Liverpool, 25 maggio 1933 – Toronto, 11 luglio 2016) è stata una latinista e critica letteraria britannica.

## Biografia
Dopo la laurea a Oxford nel 1957, discusse la tesi di dottorato nel 1965 sulla commedia Curculio di Plauto alla University of Liverpool. Insegnò per sette anni in un liceo scozzese a St.Andrews e per un breve periodo nella St. Andrews University. Nel 1966 si trasferì negli Stati Uniti, prendendo servizio presso l'Indiana University a Bloomington dove rimase fino al 1968, anno in cui lascerà gli USA per il Canada. Qui lavorò all'University of Toronto, dapprima come assistente, poi dal 1978 come professor. Nel 1986 fu nominata Giger Professore of Latin alla Princeton University dove insegnò fino al pensionamento avvenuto nel 2000. Si occupò di quasi tutta la latinità, indagando in particolare l'epica, la commedia e la retorica. Di grande importanza la sua collaborazione a molte riviste riguardanti le letterature antiche, come ad esempio l'italiana Materiali e discussioni per l'analisi dei testi classici.

## Principali pubblicazioni

### Monografie
- Latin Poets & Italian Gods, Toronto 2009, ISBN 978-1-4426-4059-7
- Julia Augusti. The Emperor's Daughter, Londra 2006, ISBN 0-415-33146-3.
- Ovid's Metamorphoses, Oxford 2004, ISBN 0-19-515409-6.
- The Roman World of Cicero's De Oratore, Oxford 2004, ISBN 0-19-926315-9. (Rivista)
- Roman Literary Culture. From Cicero to Apuleius, Baltimora 1995, ISBN 0-8018-5204-8.
- Women in the Classical World: Image and Text, New York u.a. 1995, ISBN 0-19-506727-4.
- Comparative Studies in Republican Latin Imagery, Toronto 1972

### Commenti critici
- Ovid, Fasti IV (1998)
- Lucan, De Bello Civili Book II (1992)
- Seneca, Troades (1982)

### Traduzioni
- Erasmus, The Educational and Literary Works (1989).